# Österleden, Varberg

Österleden, Varberg är en väg som sedan 2008 förenar väg länsväg 153 (Värnamovägen Varberg-Skeppshult) med Västkustvägen/länsväg N 767, tidigare kallad Rikstvåan respektive E6 i denna ordning.  
Vägen började byggas under första delen av 1970-talet, med utgång från Värnamovägen. Den var sannolikt tänkt att få sin nuvarande fulla sträckning, men kom att avslutas strax söder om området Prästakullen. Där förenades den med västra delen av Vallinsvägen till en användbar men underdimensionerad genomfart till Västkustvägen vid Jonstakaområdet.
I väster passerar Österleden järnvägslinjen Västkustbanan i en bomförsedd plankorsning. Den kommer att elimineras när den tilltänkta Järnvägstunneln under Varberg har utförts. Dåvarande infrastrukturminister Åsa Torstensson meddelade 2010 att järnvägstunneln och nytt resecentrum lagts in i investeringsplanen för 2010–2021.